# Les Envoyées du paradis
Pour plus de détails, voir Fiche technique et Distribution.
Les Envoyées du paradis (titre original : Vier Mädels aus der Wachau) est un film autrichien réalisé par Franz Antel, sorti en 1957.

## Synopsis
Dans le petit village idéale de Weineck, dans la Wachau, deux paires de jumelles naissent le même jour. Les premières sont les filles de l'aubergiste Maria Thaller, les secondes sont les filles de l'aide-cuisinière Rosina. En les faisant passer pour des quadruplés, le bourgmestre Leopold Scherzinger donne leurs noms à un vin et provoque ainsi un essor pour la ville.
À mesure que les quatre filles grandissent, le bourgmestre craint que les jeunes filles se marient et s'en aillent. C'est ainsi que se développent les quiproquos. Finalement il y a une quadruple célébration de mariage.

## Fiche technique
- Titre : Les Envoyées du paradis
- Titre original : Vier Mädels aus der Wachau
- Réalisation : Franz Antel assisté d'Arnfried Heyne
- Scénario : Rolf Olsen, Kurt Nachmann
- Musique : Johannes Fehring, Lotar Olias (de), Heinrich Strecker
- Direction artistique : Sepp Rothauer, Franz Szivatz
- Costumes : Gerdago
- Photographie : Hans Heinz Theyer
- Son : Herbert Janeczka
- Montage : Arnfried Heyne
- Production : Franz Hoffmann
- Société de production : Cosmos Film
- Société de distribution : Neue Filmverleih
- Pays d'origine :  Autriche
- Langue : allemand
- Format : Couleur - 1,33:1 - Mono - 35 mm
- Genre : Comédie
- Durée : 96 minutes
- Dates de sortie :
  - Allemagne de l'Ouest : 1er août 1957.
  - France : 13 août 1958[1].
  - Danemark : 29 février 1960.

## Distribution
- Isa Günther : Christl
- Jutta Günther : Gretl
- Alice Kessler : Franzi
- Ellen Kessler : Hanni
- Oskar Sima : Leopold Scherzinger, le bourgmestre
- Michael Cramer (de) : Peter
- Heinz Conrads : Webel
- Thomas Hörbiger : Schani
- Harald Dietl (de) : Otto Held
- Rolf Olsen : Bobbek
- Hans Moser : Anton Zacherl
- Frances Martin : Rosina Kurzweg (1938)
- C. W. Fernbach : Luis
- Jutta Bornemann (de) : Mlle Scheibenpflug
- Rudi Biefer : Schani Junior
- Vera Comployer : Mme Redlich
- Ilse Peternell : Mme Thaller
- Jane Tilden : Rosina (1957)

## Production
Le réalisateur Franz Antel avait découvert les sœurs Kessler alors peu connues lors d'une visite au Lido, après quoi il a l'idée d'en faire les personnages principaux d'un film avec les sœurs Günther (Isa et Jutta), qui sont déjà très populaire depuis Petite Maman en 1950.
Le bourgmestre de Krems, Franz Wilhelm, soutient activement le projet. Le studio se trouve dans une salle de la brasserie, un lieu de rencontre important est l'auberge Bacher à Mautern an der Donau. Les Envoyées du paradis est un succès au cinéma. Un an après le tournage, le bourgmestre informe le réalisateur que le nombre de nuitées avait doublé.
Le complexe appelé Drachenburg dans le film est le château de Kreuzenstein, au nord de Vienne.
Dans la scène au moment de la naissance des quatre filles, Rosina est interprétée par Franziska, la fille de Jane Tilden. Alors que les filles grandissent, Rosina est interprétée par Jane Tilden elle-même.